# Mégapode des Philippines
Megapodius cumingii
Espèce
Statut de conservation UICN

 LC  : Préoccupation mineure
Le Mégapode des Philippines (Megapodius cumingii) est une espèce d'oiseau de la famille Megapodiidae.

## Habitat
Son habitat naturel est les forêts subtropicales ou tropicales.

## Répartition et sous espèces
Selon la classification de référence du Congrès ornithologique international (15.1, 2025) :
- Megapodius cumingii cumingii Dillwyn, 1853 — nord-est de Bornéo, archipel de Sulu et forêts pluviales de Palawan ;
- Megapodius cumingii dillwyni Tweeddale, 1878 — Luçon, Mindoro, Marinduque et îles satellites ;
- Megapodius cumingii pusillus Tweeddale, 1878 — Visayas, ouest de Mindanao et Basilan ;
- Megapodius cumingii tabon Hachisuka, 1931 — est de Mindanao ;
- Megapodius cumingii gilbertii Gray, GR, 1862 — Célèbes et îles Togian ;
- Megapodius cumingii sanghirensis Schlegel, 1880 — îles Sangihe ;
- Megapodius cumingii talautensis Roselaar, 1994 — îles Talaud.